# Jovanka Radičević
Jovanka Radičević (nascida em 23 de outubro de 1986) é uma jogadora montenegrina de handebol que joga como ponteira direita. Atualmente ela joga no campeonato da Macedônia no ŽRK Vardar e também é membro da Seleção Montenegrina de Handebol Feminino.

## Prêmios Individuais
Ponteira Direita do Campeonato Europeu de Handebol Feminino: 2012
- Time All-Star do Liga dos Campeões da EHF Feminino: 2014